# Hermione Granger
Hermione Jean Granger (født 19. september 1979) er en fiktiv person i bøgerne om Harry Potter af J.K. Rowling.
Hun går på Hogwarts Skole for Heksekunster og Troldmandskab og bor på kollegiet Gryffindor sammen med Ron Weasley og Harry Potter, som er hendes bedste venner. Hendes forældre er mugglere. J.K Rowling har fortalt, at hun havde planlagt Hermione skulle have en lillesøster, men at hun aldrig fandt det rigtige tidspunkt at få søsteren ind i bøgerne. Navnet Hermione bæres i græsk mytologi af kong Menelaos' og den skønne Helenes datter. 

## Karakter
Snarrådig, principfast og meget intelligent; Hermione er en strålende heks af sin generation. Hun er mugglerfødt – og et levende eksempel på, at det er en fejlantagelse, at fuldblodsmagikere er overlegne. Hermione er eneste barn af to mugglere, som begge er tandlæger.
Hermione har tykt, busket og krøllet brunt hår, brune øjne og store fortænder. (Fortænderne får hun dog gjort mindre, efter Draco Malfoy har ramt hende med en forbandelse, der får dem til at gro sig større, og Madam Pomfrey bruger magi til at mindske dem).
Hermione er meget belæst, klog og har en udpræget logisk sans. Hun foretrækker fag som runer og historie frem for de mere "flagrende" fag som eksempelvis spådom. Da Hermione var ny og usikker på Hogwarts, fandt hun trøst i bøgerne. Efterhånden blev hun dog mere selvsikker i magien og mere veltilpas i trolddomsverdenen. Hun hjælper for eksempel ofte Neville Longbottom, som har stort besvær med eliksirer.
Hermione er glimrende begavet. Hun har memoreret utallige besværgelser, og hun kan ræsonnere sig ud af komplicerede situationer som ingen anden. Hun behersker magi på højt niveau. Hermione higer efter viden, og et skoleår anvender hun en tidsvender for at tage dobbelte lektioner. Hun udmærker sig i alle fag (spådom er en undtagelse).
På sit fjerde år er Hermione genstand for den berømte quidditchspiller Viktor Krums hengivenhed, men hun gengælder den kun delvist. – Hermione har en ømhed for Ron. 

På trods af sin intellektuelle overlegenhed er Hermione ydmyg; hun hverken praler eller viger tilbage for at hjælpe sine venner.
Hermione er meget omtænksom. Hun bruger timer på at redde Hagrids hippogrif Stormvind, som er dømt til døden på et falskt grundlag. Hermione har en fremtrædende retfærdighedssans og en svaghed for forhutlede sjæle. På sit tredje år forbarmer hun sig over den hjulbenede og herreløse kat Skævben. Året efter er hun så forarget over husalfernes levevilkår, at hun stifter F.A.R. (Foreningen for Alfers Rettigheder). Hermione strikker også hatte og sokker for at befri alferne fra deres slaveri.
Succesen med horcrux-jagten har Hermione stor del i. Uden hende ville der ikke have været tøj, ingen bøger, hverken telt eller soveposer, intet forråd af polyjuiceeliksir, ingen medicin, ingen forlængelige ører, ingen usynlighedskappe – og, måske vigtigst,: ingen viden om destrueringen af horcruxerne. Uden Hermione ville katastrofen - i alle bøgerne - være et faktum.
I forbindelse med jagten på horcruxer måtte Hermione modificere sine forældres hukommelse, så deres bevidsthed om hendes eksistens blev slettet. – Det vidner i høj grad om Hermiones styrke og loyalitet.
Som nævnt handler Hermione, når uretfærdigheden indtræffer. Det hænder (omend det er sjældent), at hun tager mere slagkraftige metoder i brug. – I Harry Potter og Fangen fra Azkaban udtaler Draco Malfoy sig så negativt om Hagrid (han kalder Hagrid ynkelig), at Hermione slår ham. I bøgerne figurerer den (meget) pågående journalist Rita Rivejern. Efter længere tids chikane skiller Hermione sig af med hende på opfindsom vis.

## Optrædener

### De Vises Sten
Hermione optræder først på Hogwarts-ekspressen, hvor hun kigger ind forbi Harry og Rons kupé et par gange, dels for at hjælpe Neville Longbottom med at finde sin forsvundne tudse Trevor, dels lige efter Harrys første sammenstød med Draco Malfoy.
Fra første møde viser Hermione sit intellekt og sin iver efter at vise, hvad hun kan, hvilket får hende til at fremtræde kommanderende og bedrevidende i Harry og Rons øjne. Drengene beholder denne opfattelse af hende gennem den første del af skoleåret; det er således kun hendes vedholdende forsøg på at tale drengene fra en duel med Malfoy og dennes adjudant Crabbe – der viser sig at være en fælde da Argus Filch dukker op for at tage dem på fersk gerning – der gør at hun tvinges til at søge tilflugt sammen med drengene bag en aflåst dør. Ved dette tilfælde finder de den trehovede hund, der bevogter lemmen hvorunder De Vises Sten er gemt.
Senere redder Harry og Ron hende fra den trold, som Quirrell har lukket ind på slottet. Herefter tager trekløverets venskab fart, og hendes logiske sans og store viden redder dem alle igennem de mange prøvelser i lemmen under Den Forbudte Korridor.

### Hemmelighedernes Kammer
Hermione har gennem denne bog en brændende besættelse af læreren i faget Forsvar mod Mørkets Kræfter, Glitterik Smørhår.
Det er Hermione der laver Polyjuiceeliksiren, som trekløveret bruger til at forvandle sig, så de kan komme ind i Slytherins opholdstue, for at finde ud af om Draco Malfoy ved noget om Hemmelighedernes Kammer. Eliksiren er kun beregnet til menneskeforvandlinger, men Hermione får fat i et kattehår, og bliver derfor kun delvist forvandlet. Hun er efterfølgende indlagt i hospitaltsfløjen over en længere periode.
Endnu en gang er hendes enorme viden og evindelige trang til at læse skyld i, at hun som den eneste gennemskuer, at det er en basilisk, der er Salazar Slytherins monster. Hun bruger et spejl til at kigge om hjørner med, for ikke at møde basiliskens blik direkte, hvilket resulterer i, at hun bliver forstenet, da hun møder den. Hun bliver vakt til live igen efter Harry har slået basilisken ihjel, og bliver lamslået da hun finder ud af, at eksamenerne er blevet aflyst.

### Fangen fra Azkaban
I starten af Fangen fra Azkaban køber Hermione katten Skævben, hvilket Ron er meget misfornøjet over, fordi den er efter hans rotte Scabbers.
Dette år kan man vælge nogle nye fag, og hun tager dem alle. Dette er fuldstændigt umuligt skemamæssigt, så professor McGonagall giver hende en tidsvender, der gør det muligt for hende at rejse tilbage i tiden, så hun kan få taget alle sine fag.
Der opstår splid mellem Hermione og Harry, fordi hun fortæller professor McGonagall, at han har modtaget en Prestissimo (en kost) fra en anonym person udenfor skolen. Ron er også meget vred på hende, fordi hendes nye kat hele tiden jagter Scabbers. Ron tror på et tidspunkt, at Skævben har ædt Scabbers.
Da Severus Snape er vikar for Remus Lupus i Forsvar mod Mørkets Kræfter og giver klassen en opgave om varulve, indser Hermione, at Lupus er en varulv. Dette afslører hun ikke, før Harry og co. står foran Sirius Black i Det Hylende Hus, og Lupus dukker op. Hendes tidsvender gør det efterfølgende muligt for Harry og hende selv at redde hippogrifen Stormvind og Harrys gudfar Sirius Black.

### Flammernes Pokal
Hermione er den internationale quidditchspiller Viktor Krums date til juleballet og er exceptionelt smuk. Hun her tidligere afvist over for Harry og Ron at fortælle, hvem der er hendes date. Dette gør Ron rasende og han beskylder hende for at "fraternisere med fjenden", da Krum, ligesom Harry, er med i Turneringen i Magisk Trekamp. Men beskyldningen hænger nok også sammen med en stigende interesse i hende fra Rons side.
I denne bog kæmper hun også for husalfer, idet hun starter F.A.R (Foreningen for Alfers Rettigheder), der kæmper for frihed til alle husalfer. Hvilket både troldmænd og husalfer er imod.
Hun støtter Harry gennem hele turneringen og hjælper ham med at finde og lære nyttige besværgelser til hver prøve.
I slutningen af bogen fanger hun Rita Rivejern i hendes animagusform, som er en snudebille. Hun holder hende fanget i et marmeladeglas og truer hende med at afsløre at hun er en animagus, hvis hun skriver flere artikler til Profettidende, da hun ikke er registreret.

### Fønixordenen
Sammen med Ron bliver Hermione vejleder på Gryffindor. Hun bliver desuden venner med Luna Lovegood, selvom hun starter med at fornærme hendes fars magasin Ordkløveren. Hun overfuser også Lavender Brown, der også går på Gryffindor, fordi hun tror på Profettidendes historie om, at Harrys advarsel om at Voldemort er tilbage, er fup.
Senere afpresser hun, med hjælp fra Luna Lovegood, Rita Rivejern til at interviewe Harry om hans side af historien, for derefter at få det publiceret i Ordkløveren. Bladet bliver senere forbudt på Hogwarts pga. interviewet, men historien spredes alligevel.
Hun opildner Harry til at starte DA (Dumbledores Armé), hvor en udvalgt skare af elever træner i Forsvar mod Mørkets Kræfter praksis, som modstand til Ministeriet for Magis dekret om, at eleverne kun må lære teorien bag forsvarsbesværgelser. Det er hende, som har fundet på navnet til gruppen. Det er ligeledes Hermione, der har forhekset medlemslisten, hvor alle har skrevet deres navn, således at den, der røber noget, angribes af en voldsom omgang kopper, der skriver "Sladderhank" i ansigtet på vedkommende.
Hermione deltager i kampen i Mysterieministeriet, hvor hun bliver alvorligt skadet, men kommer sig senere helt.

### Halvblodsprinsen
Hun bliver medlem af Horatio Schnobbevoms klub for elever med særlige talenter eller forbindelser. Hun hjælper også Ron med på Gryffindors quidditchhold, ved at forhekse Cormac McLaggen, så han misser en redning til optagelsesprøven på holdet.
Hendes følelser for Ron vokser, og hun inviterer ham med til Schnobbervoms julefest. Men Ron dater Lavender Brown, fordi Hermione har kysset Krum, og hun tager i trods Cormac McLaggen med til festen. Til sin store fortrydelse, da han kun taler om sig selv, så hun efterlader ham halvvejs gennem festen. Hun og Ron bliver ved med at være uvenner indtil Ron bliver forgiftet af noget mjød, der skulle have dræbt Dumbledore. Efter Dumbledores død lover hun, sammen med Ron, at blive sammen med Harry i hans søgen efter horcruxer.
Et mindre plot i bogen er, at hende og Harry er rivaler i eliksirtimerne, fordi Harry lige pludseligt er bedre end hende, som følge af Halvblodsprinsens gamle eliksirbog.

### Dødsregalierne
Hermione er til uvurderlig hjælp Harry i hans jagt på horcruxer. Hun har arvet Dumbledores udgave af Barden Beedles Eventyr. Her tyder hun nogle hemmeligheder om Dødsregalierne.
For at beskytte sine forældre for Voldemort, mens hun rejser rundt med Harry og Ron, har hun kastet en Forglemmelsesbesværgelse over sine forældre, givet dem nye navne og sendt dem til Australien.
Da hun, Harry og Ron bliver bliver taget til fange af tre "snappere", der på Ministeriet for Magis (der på dette tidspunkt af overtaget af Dødsgardister) ordre leder efter mugglerfødte udgiver hun sig for at være "Penelope Clearwater", som er halvblodsmagiker. Men hun bliver taget med til Malfoys herregård, og bliver tortureret af Bellatrix Lestrange som vil vide, hvordan de kom i besiddelse af Gryffindors Sværd (som hun tror befinder sig i hendes boks i Gringotts). De bliver alle reddet af Dobby.
Hermione laver senere Polyjuiceeliksiren for at udgive sig som Bellatrix Lestrange da hun, Harry og Ron prøver at stjæle Hufflepuffs Pokal fra boksen i Gringotts.
Hun kysser Ron da han siger, at de ikke kan beordre husalferne at dø for dem under Slaget om Hogwarts. Her ødelægger Hermione også Hufflepuffs Pokal med en basilisktand, da pokalen er en af Voldemorts horcruxer.
Sammen med Luna Lovegood og Ginny Weasley duellerer hun Bellatrix Lestrange, men de kan ikke klare hende, og overlader henne til Molly Weasley. Efter Voldemorts fald gør hun sit syvende år færdigt.

#### Epilog
I epilogen i Harry Potter og Dødsregalierne bliver det afsløret at hun og Ron er gift, og at de har to børn, der hedder Rose og Hugo Weasley.
Rowling har i webchat udtalt at hun rejser til Australien og finder sine forældre og hæver Forglemmelsesbesværgelsen hun havde kastet over dem.

## Andet
Hermione har læst Hogwarts Historie utallige gange og kan den stort set uden ad. Dette kommer hende og de andre til hjælp mange gange i løbet af bøgerne. Hun er dog stærkt fornærmet over, at bogen ikke nævner, at der arbejde hundredvis af husalfer i Hogwarts' køkken, hvilket får hende til at kalde bogen for "Hogwarts historie – en justeret gennemgang" og "Hogwarts historie – en løgnagtig version".
Efter 5 år modtager hun hele 11 U.G.L'er (Udmærkelse for Genialitet og Lærevillighed).
Hun er den eneste af de tre, der gør sit syvende år på Hogwarts færdigt, idet hun efter Harry Potter og Dødsregalierne tager tilbage på skolen, for at få taget sin F.U.T (Forfærdeligt Udmattende Troldmandseksamination).
Hendes patronus er en odder, hvilket også er forfatteren J.K. Rowlings yndlingsdyr. Hun har i et interview udtalt, at den person, hun forstår bedst i bøgerne, er Hermione, og at figuren Hermione har mange af de egenskaber Rowling selv har.

## I film og på tv
I filmene spilles Hermione af den britiske skuespillerinde Emma Watson. I HBO's tv-serie om Harry Potter, der forventes at få premiere i 2026, er den britiske skuespiller Arabella Stanton udset til at spille rollen som Hermione.